# Isabella Møller Hansen
Isabella Møller Hansen (* 18. Januar 2002) ist eine dänische Schauspielerin.

## Leben und Karriere
Hansen wurde am 18. Januar 2002 geboren. Sie begann ihre Karriere nach dem Abschluss der 9. Klasse im Jahr 2018 und arbeitete zunächst bei der dänischen SB-Warenhauskette Bilka, während sie Castings besuchte, um ihren Traum, Schauspielerin zu werden, zu verwirklichen. Sie hat in verschiedenen Kurzfilmen, Spielfilmen, TV-Serien, Theaterstücken und Werbespots mitgewirkt. Bekannt wurde sie durch ihre Hauptrolle in der Jugendserie Puls.
2023 spielte sie die Rolle der Kate in der Komödie Miss Viborg.
2023 spielte sie eine Rolle in der Weihnachtsserie Valdes jul.

## Filmografie
- 2020: Puls (Fernsehserie)
- 2022: Where Where You? (Fernsehserie)
- 2022: Miss Viborg
- 2023: Valdes Jul (Fernsehserie)